# 兵庫県道356号上荒川三田線
兵庫県道356号上荒川三田線（ひょうごけんどう356ごう かみあらかわさんだせん）は、兵庫県三木市から三田市に至る一般県道である。

## 概要
三木市吉川町上荒川から三田市下深田に至る。

### 路線データ
- 起点：三木市吉川町上荒川（兵庫県道316号広野永福線）
- 終点：三田市下深田（松山提交差点、兵庫県道141号黒石三田線交点）
- 総延長：8.189 km

## 路線状況

### 道路施設

#### 橋梁
- 上深田山橋（池尻川、三田市）
- 下深田小橋（深田谷川、三田市）

## 地理

### 通過する自治体
- 三木市
- 三田市

### 交差する道路
| 交差する道路                    | 市町村名 | 交差する場所 | 交差する場所        |
| ------------------------------- | -------- | ------------ | ------------------- |
| 兵庫県道316号広野永福線         | 三木市   | 吉川町上荒川 | 起点                |
| 兵庫県道720号テクノパーク三田線 | 三田市   | 上深田       | 上深田交差点        |
| 兵庫県道141号黒石三田線         | 三田市   | 下深田       | 松山提交差点 / 終点 |

### 交差する鉄道
- 神戸電鉄公園都市線

### 沿線
- E27 舞鶴若狭自動車道 上荒川PA
- E2A 中国自動車道 赤松PA